# Luchtverkenners
De luchtverkenners of luchtscouts vormen een speltak voor de scoutsleeftijd bij een lucht-scoutinggroep. Luchtverkenners doen alles wat ook "normale" scouts doen, daarnaast zijn ze gek op alles wat met de lucht te maken heeft. 

## Invulling van luchtscout
Per groep kan luchtscouting verschillend ingevuld worden. Bijvoorbeeld met het spelen van luchtvaartstratego of luchtvaartganzenbord, bezoeken van een vliegveld, modelbouw van vliegtuigen, modelvliegen met lijnbestuurde modellen, het volgen van cursussen op het gebied van parachutespringen, zweefvliegen, vliegbrevetten, modelvliegen, vliegtuigherkenning, radiocommunicatie en dergelijke.

## Scoutfit
De luchtverkenners zijn te herkennen aan een grijsgroene uniformblouse.

## Onderdelen van een luchtscoutinggroep
Een eskader, een leeftijdsgroep, bestaat uit verschillende subgroepen van 4 tot 7 luchtscouts, deze worden bemanningen genoemd. Een bemanning wordt geleid door de leden met de meeste ervaring: de piloot of 1e piloot en de assistent piloot of 2e piloot.

### Benaming van de onderdelen
De bemanningen krijgen vaak de naam van een vliegdemonstratieteam, zoals de Red Arrows (Stuntteam Groot-Brittannië), de Blue Angels (Stuntteam Verenigde Staten) en de Black Cats (Helicopterstuntteam Britse Luchtmacht).

## Luchtscouting in Nederland
In Nederland heb je tussen de 5 en de 10 luchtvaartgroepen.

## Luchtscouting internationaal
Luchtverkenners zijn er ook buiten Nederland. Ook in bijvoorbeeld Engeland, Griekenland, Polen, Zuid-Afrika en de Verenigde Staten zijn groepen luchtverkenners actief.

## Activiteiten voor luchtscouts
Belangrijk internationaal kampen en evenementen voor luchtverkenners zijn de JOTA-JOTI en het L.L.W (Landelijk Luchtvaart Weekend).